# Захарова, Галина Петровна
Галина Петровна Захарова  (Маноха) (22 марта 1947, Киев, Украинская ССР, СССР)  — советская гандболистка, олимпийская чемпионка 1976 года. Заслуженный мастер спорта СССР (1976). Заслуженный работник физической культуры и спорта Украины (2021).
Серебряный призёр чемпионатов мира 1975 года и бронзовый призёр 1973 года.
Обладательница Кубка Европейских Чемпионов 1970—1973 и 1975 годов.
Чемпионка СССР 1969—1976 годов. На клубном уровне выступала за «Спартак» Киев.
Кавалер ордена «За заслуги» III ст. (1997).